# Via della Pergola
Via della Pergola è una strada del centro storico di Firenze, tra via Sant'Egidio e via Laura. Vi si innestano via della Colonna, via degli Alfani e via Nuova dei Caccini, oltre al minuscolo vicolo della Pergola, che conduce al giardino di palazzo Marzichi-Lenzi.

## Storia
Quando la strada si trovava ancora fuori dalle mura era caratterizzata da ampi orti, tra i quali l'Arte della Lana aveva fatto costruire un tiratoio che, per la presenza di un vicino pergolato d'uva, venne detto "tiratoio della Pergola". Nel 1652 al suo posto sorse il teatro alla Pergola dell'Accademia degli Immobili, che è ancora oggi il teatro storico di Firenze per antonomasia e l'architettura più importante della via.
I tre tronconi della via anticamente avevano altrettante denominazioni: da via Sant'Egidio a via degli Alfani aveva il nome attuale, "via della Pergola", poi fino a via della Colonna "via d'Orbatello" (per l'ospizio di Orbatello) e infine, "via fra gli Orti" o "fra i due Orti", fino a via Laura e oltre, poiché fino al 1786 la strada si prolungava fino via del Mandorlo, quando venne chiusa per ampliare l'orto del monastero di Santa Maria degli Angiolini.
Divisa tra la sua vocazione residenziale, teatrale e ospedaliera (per la presenza di un fianco dell'ospedale di Santa Maria Nuova), la via non ha pressoché negozi, col teatro che magnetizza gran parte della frequentazione. Un tempo il carattere della strada era ben diverso, come ricordano alcuni appunti di Telemaco Signorini nel libretto Caricature e caricaturisti: «Dalla parte del teatro una lunga fila di pioli di pietra, uniti fra loro da spranghe di ferro, la percorreva in tutta la sua lunghezza...» e su questa spranga sedevano spesso i pittori macchiaioli «dando la berta e chi passava o continuamente celiando in modo da mettere l'allarme nelle pacifiche famiglie di quella strada». In particolare il Signorini ricorda le burle che Michele Gordigiani escogitava a spese dei vetturini: «Ebbe la felice idea di legare in cima a un palo uno di quei lampioncini di cristallo rosso che vengono messi alle strade dove si accomoda il lastrico. All'uscita del teatro si appostava a una cantonata e colla sua pertica in mano, la sporgeva per far vedere il lampione ai vetturini - Accidenti a i' lastrico! - sentivi gridare dal fiaccheraio - O se dianzi un c'era nulla! Gira Nanni, fa adagino d'un arrotare! - e il Godigiani correva col suo palo all'altra cantonata e di nuovo gli piantava in faccia il solito lanternino. - O Dio beato! ...o che lavoro egl'i è stasera... o che c'è il lastrico anche qui... o di doe si va via ora? - Ma chi andava via, e di corsa, era lui che, temendosi scopereto, gettava palo e lampione e se la dava a gambe.»

## Descrizione

### Edifici
| Immagine | N°                            | Nome                                           | Descrizione |
| -------- | ----------------------------- | ---------------------------------------------- | --- |
|          | 3                             | Casa del canonico Martellini                   | Una targa del 1718 ricorda l'abitazione del canonico e spedalingo di Santa Maria Nuova Giuseppe Maria Martellini, in un edificio che è di pertinenza proprio dell'ospedale. |
|          | s.n.                          | Oratorio di San Tommaso d'Aquino               | Si trovava qui la Congregazione dei Contemplanti, fondata da un frate domenicano di San Marco. Nel 1568 entrò a farne parte il pittore Santi di Tito, che progettò l'oratorio della confraternita dedicandolo a san Tommaso d'Aquino. Allo stesso artista si deve anche la pala d'altare raffigurante il Crocifisso e san Tommaso d'Aquino). Nel Seicento l'oratorio divenne ospizio per pellegrini e nel 1775 fu soppresso, ma oggi è tornato ad essere officiato. |
|          | 7-9                           | Dipendenza dell'ospedale di Santa Maria Nuova  | Tutto il lato di ponente nel primo tratto della via confina con l'ospedale di Santa Maria Nuova, che sebbene non tocchi l'edificio principale, è occupato da una serie di pertinenze, affacciate sui cortili interni, che ancora oggi sono in larga parte legate all'attività ospedaliera. Tra queste, al n. 9 spicca un portalino medievale in pietra forte, riferibile al Due-Trecento, tra i rari resti visibili all'esterno della prima origine del complesso ospedaliero. |
|          | 12-14-16 18-20-22 24-26-28-30 | Teatro della Pergola                           | In questo luogo, già segnato dalla presenza di un tiratoio dell'Arte della Lana in disuso, fu costruito su progetto di Ferdinando Tacca un teatro in legno, per l'Accademia degli Immobili, con un cantiere che, apertosi nel 1652, vide l'inaugurazione della struttura nel 1657, non ancora completati i lavori. Divenuto successivamente teatro granducale e rimodernato su disegno di Filippo Sengher (attorno al 1688), l'edificio fu acquistato nel 1718 dalla stessa Accademia degli Immobili e contestualmente, con il sostegno del granduca Cosimo III, aperto al pubblico pagante. L'intervento più importante fu intrapreso tra il 1753 e il 1755 quando la struttura lignea della sala fu interamente ricostruita in muratura e corredata di 84 palchi, il tutto su progetto dell'architetto Giulio Mannaioni. Il Teatro è sottoposto a vincolo architettonico dal 1943, in quanto "primo grande esempio di teatro all'italiana" e nel suo qualificarsi "come episodio di fondamentale importanza per la documentazione della storia del teatro italiano e mondiale". |
|          | 27                            | Casa dell'ospedale dei Convalescenti           | Il semplice edificio porta in facciata un'antica memoria lapidea che ricorda come la casa fosse dimora di "convalescenti", riferendosi all'ospedale di Santa Paolo dei Convalescenti, che aveva qui una casa nei pressi dell'ospedale di Santa Maria Nuova, del quale ebbe in alcuni tempi lo spedalingo in comune. |
|          | 31                            | Casa Zazzerini                                 | Si tratta di un edificio architettonicamente modesto, riconfigurato nel tempo a partire da una originaria casa corte mercantile,così come è accaduto per le altre case che l'affiancano. Sul fronte è un piccolo tabernacolo con una memoria in ricordo dell'ospitalità concessa in questa casa, a causa di una "rovinosa pioggia", nel 1699 alla reliquia di san Zanobi e al clero durante l'annuale processione. Mentre il Senato e il clero si rifugiarono in casa, per una mezz'ora, il popolo attese devotamente in strada sotto l'acqua. Agli Zazzerini, che al tempo possedevano la casa e che, oltre ad offrire rifugio, ne vollero serbare memoria, si può ancor oggi riferire la denominazione dell'edificio. |
|          | 34-36                         | Casa Passerini Sacchettini                     | Si tratta di una grande edificio, sviluppato su tre piani per ben undici assi, architettonicamente modesto e riconfigurato nell'Ottocento. In corrispondenza al portone segnato da n. 34 (ora ingresso ad un albergo) è una memoria che ricorda come in questa casa fosse nato, nel 1816, il conte Luigi Passerini Orsini de' Rilli, storico e archivista. L'ingresso principale, con il portone sormontato da un terrazzino, è al n. 36. Nel 1907 fu acquistato dall'avvocato Bernardo Sacchettini. |
|          | 37                            | Palazzina                                      | All'angolo con via Alfani si trova un edificio sviluppato su tre piani più il terreno e sei assi su via della Pergola e tre su via alfani. I prospetti sono abbelliti da fasce che simulano la pietra sulle cantonate, dove si aprono nicchie che forse dovevano ospitare delle statue. Su queste canotane si trovano altre aperture che corrispondono a un ulteriore asse sui prospetti. Gli elementi stilistici farebbero pensare a un edificio neoclassico della prima metà del XIX secolo. |
|          | 41                            | Casa dell'Arte della Lana                      | Le vicende relative all'edificazione di questa e della case contigue sono state così riassunte da Mazzino Fossi (1968): "Intorno al 1575 l'Ammannati ebbe l'incarico di costruire tre case per conto dell'Arte della Lana, sull'angolo di via della Pergola e via Alfani dopo l'antico Tiratoio. Le due case su via degli Alfani furono terminate nel 1577, quella su via della Pergola nel 1584. Qui ricorrono gli stessi elementi e motivi già propri del vicino palazzo Giugni, ovviamente semplificati e ridotti a tono decisamente minore. Sulla cantonata (canto alla Catena) è in basso uno scudo (dei due originari) con l'arme della famiglia Alberti, a ricordare come a questi si dovesse la costruzione, nel 1372, dell'ospedale detto d'Orbatello, che un tempo dava il nome al tratto di strada da qui a via della Colonna. Più in alto è un grande scudo con l'insegna dell'Arte della Lana. Sulla porta che guarda su via della Pergola si trova poi un modestissimo stemma dei Gherardini. L'edificio appare nell'elenco redatto nel 1901 dalla Direzione Generale delle Antichità e Belle Arti, quale edificio monumentale da considerare patrimonio artistico nazionale.                                                              |
|          | 51                            | Casa dell'Arciconfraternita della Misericordia | L'edificio presenta un fronte riconfigurato nell'Ottocento, organizzato su tre assi per tre piani, privo di elementi architettonici di rilievo. Della storia della fabbrica reca tuttavia memoria un pietrino a forma di rotella posto sulla facciata, partito con le insegne dell'arciconfraternita della Misericordia e della compagnia del Bigallo. |
|          | 53                            | Casa dell'Arciconfraternita della Misericordia | L'edificio presenta un fronte organizzato su tre piani per cinque assi, privo di elementi architettonici di rilievo, frutto dell'unificazione di due più antiche case a schiera, con un diverso interasse tra le finestre). Della trasformazione dell'immobile recano peraltro memoria, come nell'edificio attiguo, due pietrini a forma di rotella posti sulla facciata, ciascuno partito con le insegne dell'arciconfraternita della Misericordia e della compagnia del Bigallo, a documentare la proprietà delle case precedenti. |
|          | 54                            | Casa                                           | La casa in angolo con via Alfani, che si sviluppa soprattutto su questa seconda strada per sei assi contro i cinque di via della Pegola, presenta su questo lato un pietrino molto consunto, ma per confronto riferibile al monastero di San Niccolò di Cafaggio, che ebbe molte proprietà in questa zona della città. |
|          | 56                            | Ospizio di Orbatello                           | Venne fondato nel 1372 da Niccolò degli Alberti su disegno, pare, di Agnolo Gaddi. È ancora ben visibile, oltre il portale con il caratteristico emblema degli Alberti dalle catene incrociate, la struttura dell'antica chiesa dedicata all'Annunziata con l'annesso ospizio che accoglieva per lo più donne derelitte, prive (orbate) dell'assistenza dei congiunti. In seguito accolse ragazze madri ed anziane lungodegenti. La chiesa è attualmente adibita a biblioteca universitaria, mentre nell'antico ospedale rimodernato ha sede la Clinica di Dermatologia, dipendente da Santa Maria Nuova. |
|          | 57                            | Casa Merciai                                   | Già dei Mannozzi, la casa passò nel 1580 ai da Castello, quindi, nel 1602, agli Arrigoni da Bergamo. A questo periodo, tra la fine del Cinquecento e i primi del Seicento, si deve la riconfigurazione della facciata nei termini attuali, che Francesca Carrara ipotizza riconducibile a una iniziativa degli Arrigoni e data ai primi decenni del Seicento. Nel corso del Settecento la casa divenne proprietà della famiglia Maggioli, quindi nel 1824 passò a Gaetano Gasparri, ministro dello Stato Civile del regno, che comprò anche l'antica casa adiacente già del Cellini. Nel 1850 risultava dell'antiquario Riccieri (che oltre all'abitazione vi aveva sistemato la propria galleria). Successivamente passò ai Merciai e, nel 1936, ai Bordoni. Walther Limburger (che la segnala come casa Merciai) la dice alla maniera di Bernardo Buontalenti, e comunque la si attribuisca è un notevole esempio di architettura manierista fiorentina. In alcuni ambienti dell'edificio è stato a lungo lo studio del pittore e scultore Marcello Tommasi, mentre non trova riscontro la tradizione che vuole essere stato nel cortile modellata da Benvenuto Cellini la statua del Perseo (per la quale si veda al numero 59 di questa stessa via). |
|          | 59                            | Casa di Benvenuto Cellini                      | Si tratta di un edificio modesto, sviluppato su quattro piani per quattro assi, sicuramente rimaneggiato in tempi sufficientemente recenti al piano terra, con il portone inusualmente collocato all'estremità destra. Una memoria ricorda come in questa casa Benvenuto Cellini "formò e gettò il Perseo e poi vi morì il 14 febbraio 1570/71". Secondo Fantozzi, che ricorda l'edificio come casa Gaspar (da identificare sicuramente con il ministro Gaetano Gasparri che nel 1824 aveva acquistato anche l'adiacente edificio noto come casa Merciai), fu proprietà dello stesso Cellini. |
|          | 61-63                         | Palazzo Dotti                                  | Il repertorio di Bargellini e Guarnieri lo dice agiato, di carattere cinquecentesco. Deve il suo nome al celebre pediatra Giannantonio Dotti che lo abitò. Si sviluppa su tre piani per cinque assi, ben distanziati, con portone e finestre profilate da cornici in pietra rimaneggiate nell'Ottocento. Poco convincente l'attuale tinteggiatura, di color giallo zolfo. |
|          | s.n.                          | Convento di Santa Maria degli Angiolini        | Nel 1507 un gruppo di sei nobili pie donne fiorentine acquistarono alcune case dal lanaiolo Dioniso di Clemente in via Laura, angolo via della Colonna e via della Pergola, per dedicarsi alla vita religiosa ed alle opere caritatevoli. Si votarono alla regola domenicana e nel 1509 furono riconosciute nel terzo ordine da parte di Giulio II. In quell'anno avviò la costruzione della chiesa. Forse il nome venne scelto per riecheggiare quello del più grande e antico monastero di Santa Maria degli Angeli, maschile e camaldolese. Con l'avvicinamento di un numero di donne sempre crescente, l'edificio venne ampliato e trasformato in un vero e proprio monastero di clausura. Nel 1785, il granduca Pietro Leopoldo, in una delle prime ondate di soppressioni monastiche, secolarizzò il monastero e lo trasformò in conservatorio. Oggi ospita nuovamente un gruppo di religiose. Su via della Pergola si vede un portale tamponato e sormontato dall'antico stemma del monastero, con un giglio e le lettere SMA. |
|          | s.n.                          | Palazzo della Crocetta                         | Sulla strada affaccia un lato del palazzo sede del Museo archeologico nazionale in angolo con via Laura e via della Colonna. Il palazzo fu costruito su un lotto di terreno già dello spedale degli Innocenti con un cantiere aperto nel 1619, per ospitare la granduchessa Maria Maddalena de' Medici, sorella del granduca Cosimo II. Questa, nata "malcomposta", necessitava di una residenza adeguata al suo rango e al tempo stesso appartata, dotata di collegamenti aerei e sotterranei con i vicini insediamenti conventuali della Crocetta, degli Angiolini e, soprattutto, dell'Annunziata. Il progetto fu redatto da Giulio Parigi. Fu destinato nel 1880 a sede del museo Archeologico. |

### Lapidi
Al numero 3 l'iscrizione con la memoria del canonico Giuseppe Maria Martellini: 
| JOSEPH MARIA MARTELLINI CAN: ET HOSPIT: ANNO DOMINI MDCCXVIII |

Sotto la pensilina del teatro alla Pergola si legge una memoria a Giuseppe Verdi e al suo Macbeth dato in prima proprio nel teatro:
| XXVII GENNAIO M. DCCCCI IL COMUNE DI FIRENZE PIANGENDO COL MONDO CIVILE PERDUTO IN GIUSEPPE VERDI IL PRINCIPE DELL'ARTE MELICA CONTEMPORANEA E CON TUTTA ITALIA L'APPASSIONATO E POTENTE INTERPRETE DEL SENTIMENTO NAZIONALE VOLLE QUI RICORDATA LA PRIMA RAPPRESENTAZIONE DEL MACBETH SCRITTO PER QUESTO TEATRO E DIRETTO DAL SOMMO MAESTRO LA SERA DEL XIV MARZO M.DCCC.XLVII |

Del 2013 è la targa dedicata a Orazio Costa Giovangigli:
| 'Se sapete che il vostro strumento siete voi stessi, conoscente anzitutto il vostro strumento, consapevoli che è lo stesso strumento che danza, che canta, che inventa le parole e crea i sentimenti. Ma curatelo come l'atleta, come l'acrobata, come il cantante: assistetelo con cura con tutta la vostra anima, nutritelo di cibo parcamente, ma senza misura corroboratelo di forza, di agilità, di rapidità, di canto, di danza, di poesia e di poesia e di poesia. Diverrete poesia aitante, metamorfosi perenne dell'io inesauribile, soffio di forme, determinati e imponderabili, di tutto investiti, capaci d'assumere e di dimettere passioni, violenze, affezioni, restandone arricchiti e purificati... tesi alla rivelazione di ciò che l'uomo è: angelo della parola, acrobata dello spirito, danzatore della psiche, messaggero di Dio e nunzio a se stesso e all'universo d'un se stesso migliore.' Queste parole che Orazio Costa Giovangigli ha lasciato a coloro che pratiucavano il suo Metodo. Maestro d'uomoni prima che di attori fondò scuole, teatri, compagnie scegliendo infine questo teatro come custopde del suo inesauribile e imperituro patrimonio artistico e umano Firenze pose nell'anno 2013 a perenne memoria |

Al 34 una memoria di Luigi Passerini:
| QUI NACQUE IL 31 OTTOBRE 1816 IL CONTE LUIGI PASSERINI ORSINI DE' RILLI DELLE ITALICHE ANTICHITÀ ILLUSTRATORE SEGNALATISSIMO |

La lapide sulla fortunosa sosta della reliquia di san Zanobi in casa Zazzerini, al 31, recita:
| IN QVESTA CASA DE' ZAZZERINI ESTATA LATE STA DEL GLORIOSO VESCO VO S. ZANOBI PRICISIONA LMENTE CON IL SENATO E TVTTO IL CLERO STAN TE LA ROVINOSA PIOGG IA E STETTE SOPRA MEZ ZA HORA CON TANTO PO POLO SOTTO DÌ 4.GIVGNO 1699 · ADLAVDEM DEI AHO 22 · IACOPO FECIT |

Nel tratto successivo, tra il 60 e il 64, viene ricordato il garibaldino, poi mazziniano e deputato repubblicano Ettore Socci:
| * * * PERCHÉ L'ETERNA POESIA DEL SACRIFICIO INCITASSE SEMPRE NUOVE ENERGIE DI PENSIERO E DI AZIONE VERSO FORME MENO IMPERFETTE DI CONVIVENZA SOCIALE VOLLERO I REPUBBLICANI FIORENTINI RICORDARE CON DUREVOLE ONORANZA ETTORE SOCCI UMILE EROE DELLA PATRIA E DELL'UMANITÀ MORTO IN QUESTO OSPEDALE IL XVIII LUGLIO MCMV .....NEL TERZO ANNIVERSARIO LUGLIO MCMVIII |

Al 64 una lapide in lettere capitali romani si trova su un portale che conduceva ai locali dell'ospizio di Orbatello, e ne ricorda la nuova destinazione decisa nel 1811. 
| INGENVIS · PAVPERIBVS · QUE · FOEMINIS HOSPITANDIS BENEFICIENTIAE · PUBLICE · PRAEPOSITI ANNO · DOM · MDCCCXI PRIMATVM · VRBIS · GERENTE AEMILIO · PVCCIO · LEG · HON · EQ · IMP · COMITE |

La traduzione è: "Gli incaricati della pubblica beneficenza, per ospitare donne oneste e povere, nell'anno del Signore 1811, mentre occupava la carica di sindaco Emilio Pucci, conte imperiale cavaliere della Legion d'Onore".
Dirimpetto, al 59, la memoria del Cellini e le sue imprese:
| CASA DI BENVENUTO CELLINI NELLA QUALE FORMÒ E GETTÒ IL PERSEO E POI VI MORÌ IL 14 FEBBRAIO 1570 / 71 |

## Vicolo della Pergola
Dalla strada, a lato del teatro, si accede al piccolo "vicolo della Pergola". Senza uscita, la strada sbocca nel giardino di Palazzo Marzichi Lenzi. Su questa stradina resta uno stemma dell'Arte della Lana, unica memoria del tiratoio che qui esisteva al posto del teatro.